# Lipowiec (obwód winnicki)
Lipowiec (ukr. Липовець) – miasto w obwodzie winnickim na Ukrainie, do 2020 siedziba władz zniesionego rejonu lipowieckiego.

## Historia

### W I Rzeczypospolitej

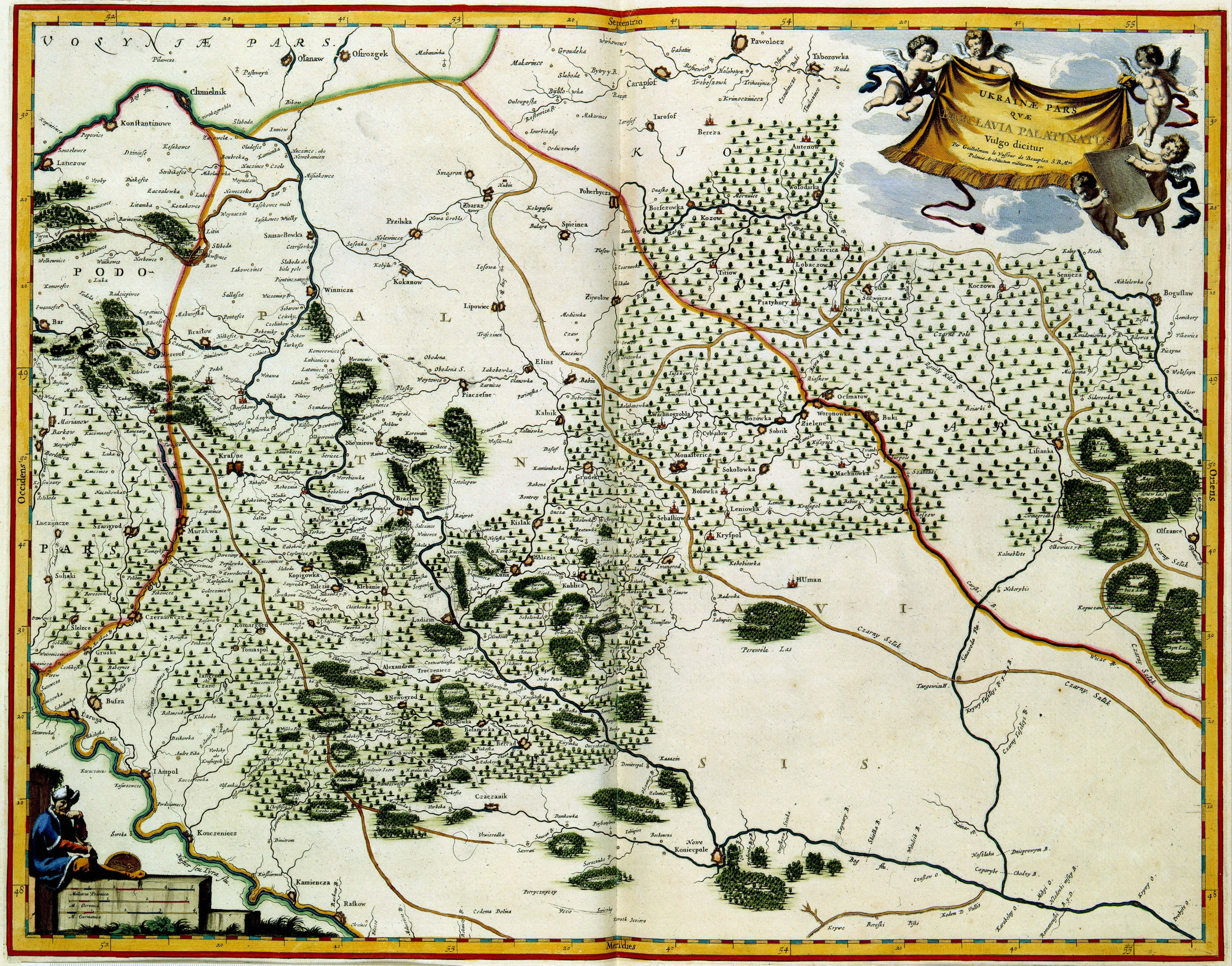
Mapa województwa bracławskiego z 1648 r. z zaznaczonym Lipowcem

Według zapisu z roku 1545 Lipowiec istniał już w XIV wieku. Na mocy postanowień unii lubelskiej z 1569 roku wraz ze wschodnim Podolem został włączony do Korony Królestwa Polskiego (pierwsze przekazania podolskich zamków, miasteczek i wsi od Litwinów Polakom rozpoczęły się jeszcze na pocz. XV w.) i wchodził w skład dóbr książąt Ostrogskich. Na początku XVII w. Janusz Ostrogski zbudował tu zamek. W tym też czasie Lipowiec otrzymał prawa miejskie. W 1606 Lipowiec był lokowany na prawie magdeburskim przez króla Polski Zygmunta III Wazę. W roku 1629, jak wynika ze spisów podymnego województwa bracławskiego, w obręb miasta wchodził Stary i Nowy Lipowiec, poprzednio oddzielne osady. Po śmierci Janusza Ostrogskiego jego dobra przeszły w ręce książąt Zasławskich.
Stosunki z kozakami często układały się pomyślnie. Rusińscy żołnierze, utrzymujący się z królewskiego żołdu, w 1626 roku zdołali odbić pod wodzą Stefana Czetwertyńskiego harem krymskiego chana. Właściciel wioski Żorniszcze pod Lipowcem, Lawrin Piasoczyński, był posłem na Sejm.
Kozacki hetman Iwan Kułaga-Petrażycki wybrał Pryłukę pod Lipowcem na swoją stolicę, skąd efektywnie wpływał na politykę króla Władysława IV Wazy. Ten sam Petrażycki na czele wojsk kozackich pod dowództwem Chodkiewicza razem z wojskiem zwyciężył w bitwie z ponad 200-tysięczną armią turecką.
W 1645 roku Wilga Godzimirski założył nad brzegiem Sobu klasztor dominikanów, o którym pozostała wzmianka w generalnym kapitule Walencji z 1647 roku.

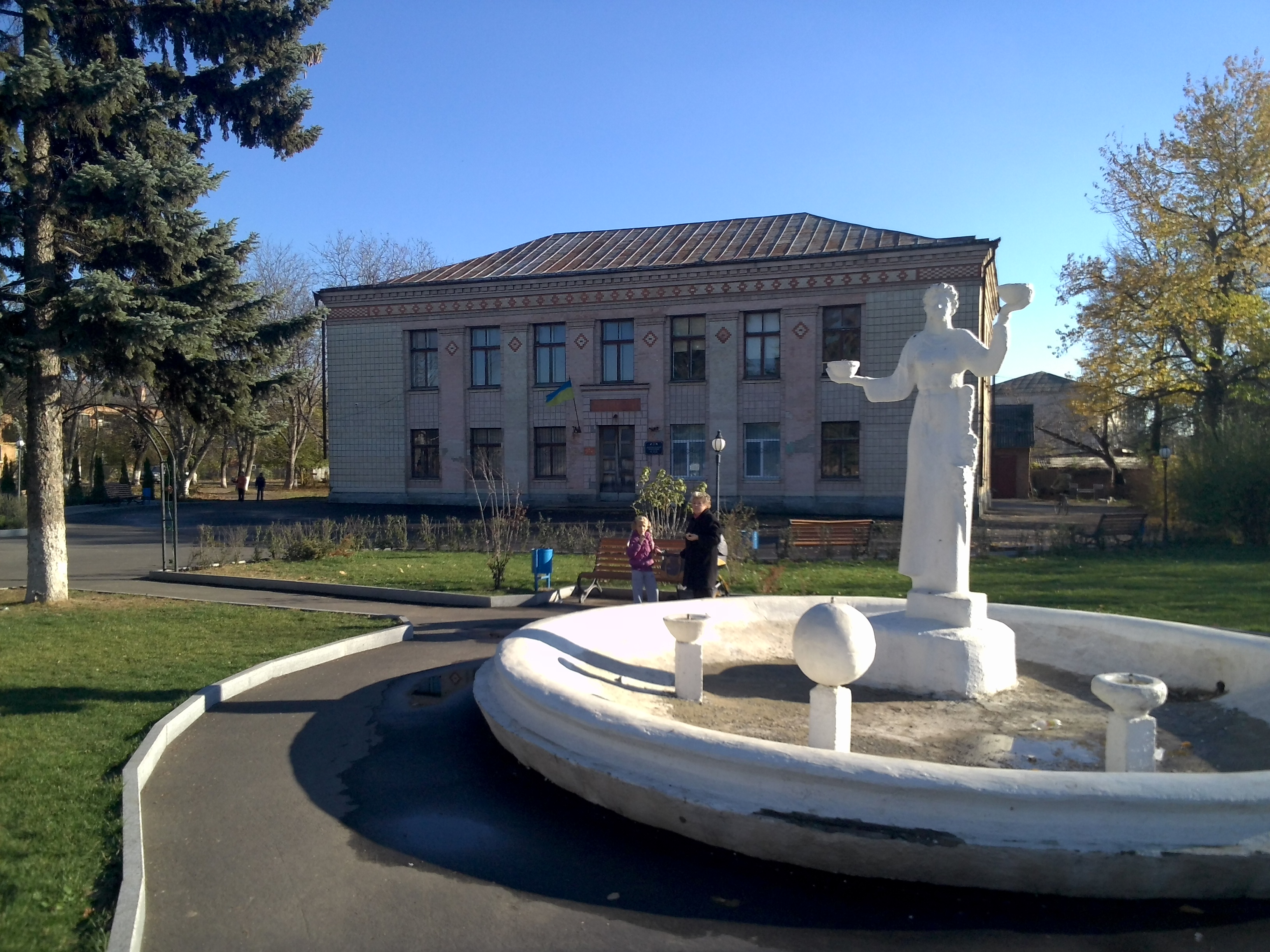
Sąd rejonowy

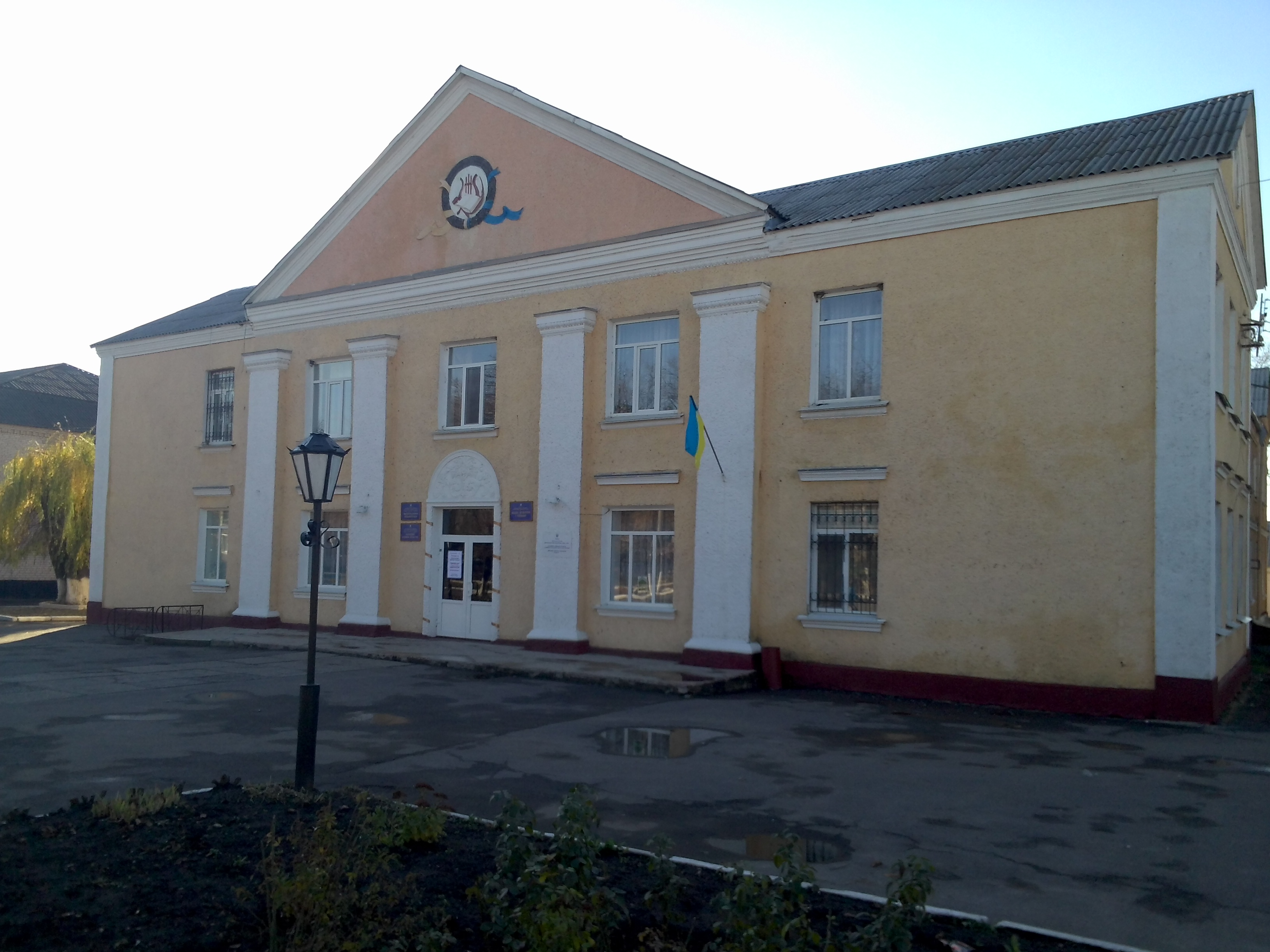
Dom kultury

W czasach powstania Chmielnickiego mieszczanie lipowieccy utworzyli sotnię kozacką, która wchodziła w skład kalnickiego (a od końca lat sześćdziesiątych XVII wieku bracławskiego) pułku. Wokół miasta wzniesiono umocnienia obronne. W marcu 1651 roku pod murami lipowieckiego zamku pułki kozackie Chmielnickiego rozgromiły awangardę polskich wojsk hetmana Marcina Kalinowskiego, zapobiegając w ten sposób oskrzydleniu Winnicy, gdzie bronił się Iwan Bohun. W odpowiedzi Stefan Czarniecki spalił miasto, które na długo opustoszało.
W latach 1737 i 1768 w okolicach miasta grasowali hajdamacy, a w samym Lipowcu stacjonowały polskie oddziały ekspedycyjne. W lipowieckim zamku znajdował się słynny na całą Rzeczpospolitą „Diamentowy kamień” (ukraiński dramaturg Iwan Koczerga opisał to wydarzenie w dramie o takiej samej nazwie).
W roku 1775 miasto kupili Głowiński i Strusiński, a na początku XIX wieku należało ono do Rogozińskich i Zdziechowskich. Dzięki hrabiemu Strusińskiemu niewielkie miasteczko zostało podniesione do rangi powiatowego i otrzymało własny herb w kolorach polskiej flagi (biały byk na czerwonym polu).
Po II rozbiorze Polski w roku 1793 wraz ze wschodnim Podolem Lipowiec zajęła Rosja.

### Czas zaborów
W 1796 roku Lipowiec otrzymał herb i został stolicą powiatu guberni kijowskiej. Rola Polaków na tych ziemiach była tak wielka, że nawet po zaborach rosyjskie okupacyjne władze wybrały miejscowego Tadeusza Kozłowskiego na gubernialnego przewodniczącego dworzan, a Przyłuskiego z Napadówki – na powiatowego.
Na początku XX wieku Lipowiec był w zasadzie miasteczkiem żydowskim; w roku 1900 mieszkało tu 4135 Żydów.
Po rozpadzie Cesarstwa Rosyjskiego przez Lipowiec przebiegała linia podziału 2. i 6. Armii WP (w tej ostatniej walczyły także oddziału URL Omelianowicza-Pawłenki). Kilka kilometrów na północ od Lipowca I Konarmia Budionnego przerwała linię Frontu Ukraińskiego i od czerwca 1920 roku do 1991 w Lipowcu rządzili bolszewicy oraz komuniści.

### Rządy Sowietów

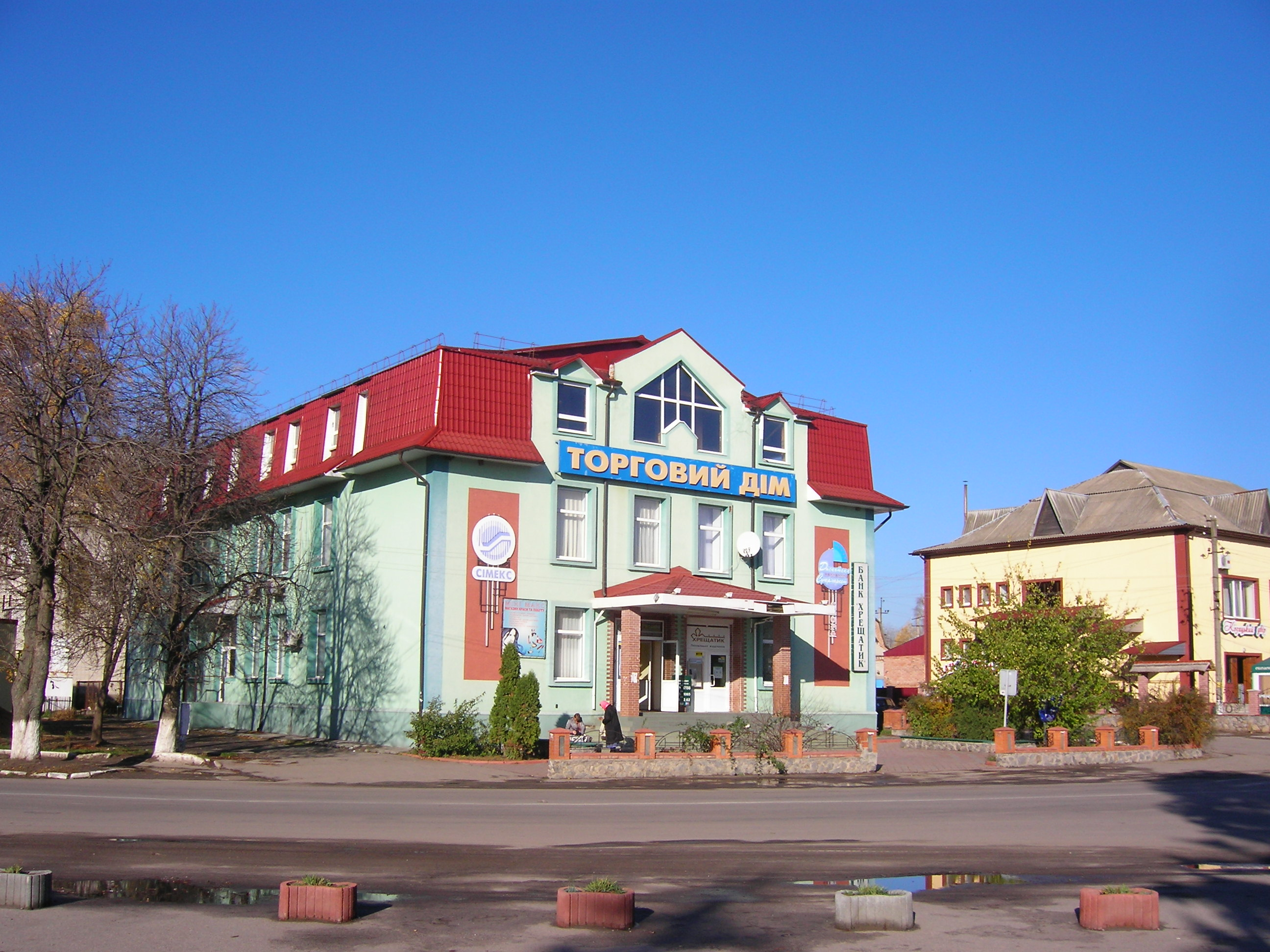
Dom Targowy

Podczas okupacji Podola przez Armię Czerwoną Polacy wciąż stanowili liczną grupę mieszkańców Lipowca i okolicznych wiosek. W latach 20. działało tam kilka polskich szkół. Wierni uczęszczali do dziesiątków kościołów, pozamykanych w latach 30. w okresie walki ze „szpiegami faszystowskiej Polski”.
Od roku 1923 Lipowiec był stolicą rejonu, ale po 1925 występuje już tylko osada typu miejskiego obwodu winnickiego. W 1941 roku w okolicach osady miało miejsce jedno z pierwszych kontruderzeń Armii Czerwonej, w wyniku którego poniosła ciężkie straty słowacka brygada zmotoryzowana, której udało się w końcu Lipowiec zdobyć.
Podczas okupacji hitlerowskiej, zimą 1941 roku Niemcy utworzyli getto dla żydowskich mieszkańców. Przebywało w nim około 1100 osób. W maju 1942 roku Niemcy zlikwidowali getto, a Żydów zamordowali w okolicy wsi Wachnówka. Sprawcami zbrodni było SD z Winnicy, niemiecka żandarmeria oraz ukraińska policja. Akcją dowodził SS-Obersturmführer Theodor Salmanzig.
Walki o wyzwolenie Lipowca w roku 1944 trwały dwa miesiące. W marcu 38 Armia zdołała przełamać niemieckie linie obronne i wkrótce wyzwoliła cały rejon.
Ostateczną depolonizację rejonu zakończono w roku 1946, zmieniając polskie nazwy wiosek na ukraińskie. Wincentówka została Wikentijowką, Rotmistrzówka – Werbiwką. Pięknówka stała się Swerdłowką.
W 2020 w związku z reformą administracji Lipowiec wraz z całym rejonem lipowieckim został włączony do rejonu winnickiego.

### Historia kościoła

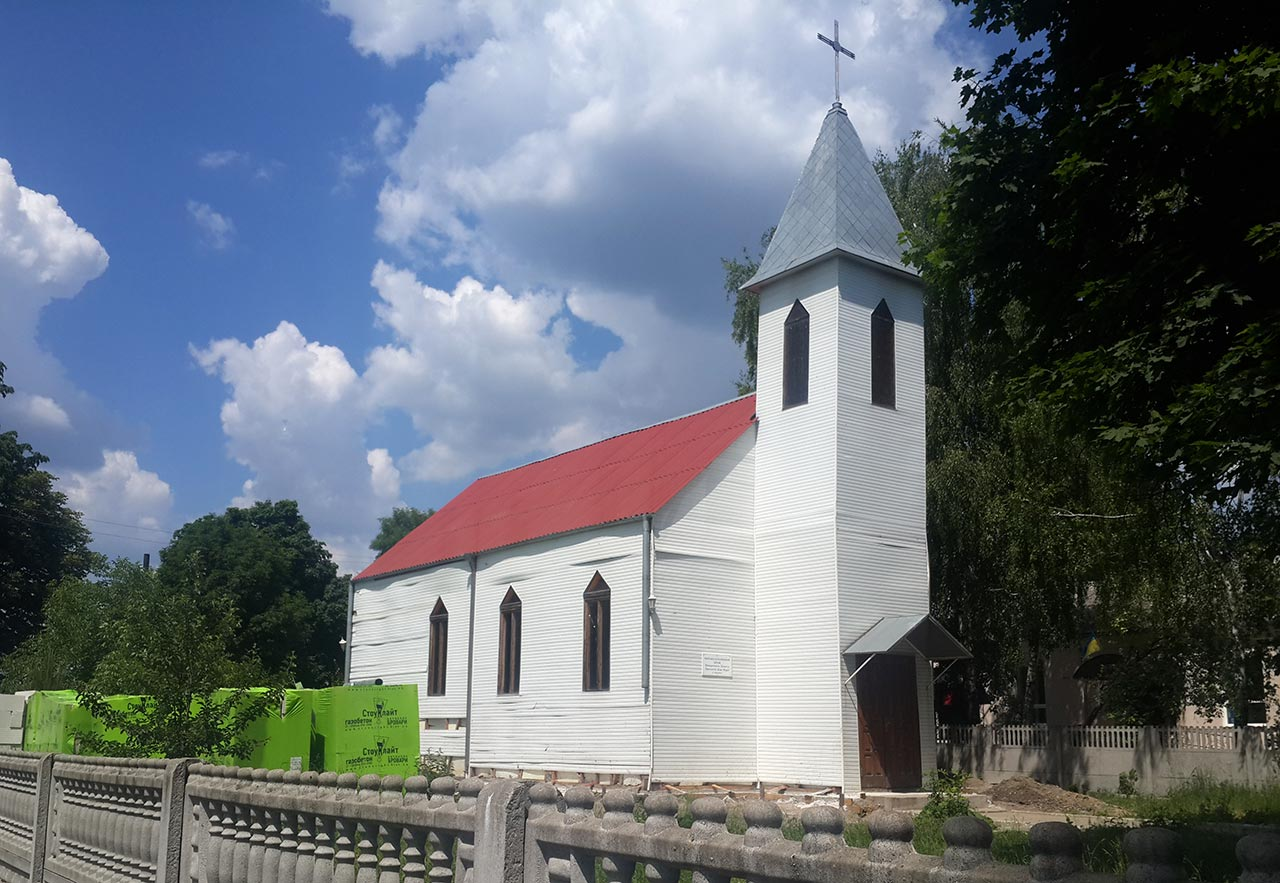
Kościół pw. Niepokalanego Poczęcia Najświętszej Maryi Panny

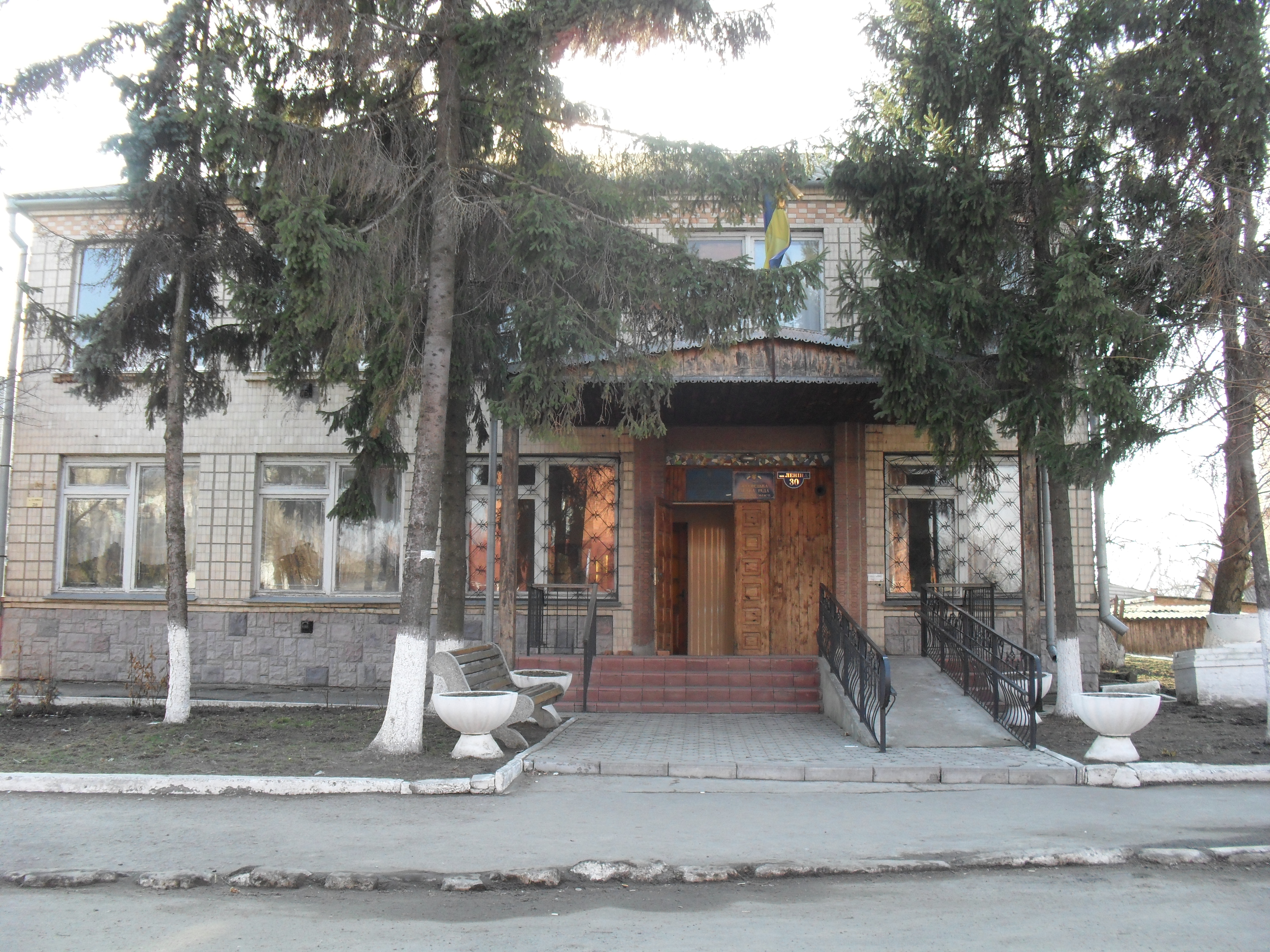
Rada miejska

Po uzyskaniu przez Ukrainę niepodległości w Lipowcu i Wachnówce na nowo zarejestrowano parafie katolickie. W centrum miasta rejonowego wybudowano śnieżnobiały kościół. Wskutek asymilacji msze święte odbywają się rzadko, a liczba Polaków przyznających się do korzeni polskich to około 10–15 osób.
Pierwszy drewniany kościół został wybudowany w Lipowcu w pierwszej połowie XVIII w. Ówczesny właściciel miasta książę Dominik Zasławski pozwolił klerowi na branie dziesięciny od swoich poddanych, potrzebnej na utrzymanie parafii i kościoła.
W 1645 roku Wilga Godzimirski założył nad brzegiem Sobu klasztor dominikanów, o którym pozostała wzmianka w generalnym kapitule Walencji z 1647 roku.
Pierwsze świątynie katolickie w Lipowcu zostały spalone przez Kozaków w czasach Chmielnicczyzny.
Normalne życie wróciło na Podole i ziemię lipowiecką na początku XVIII wieku. Wtedy Lipowiec z okolicznymi wioskami należał do diecezji kijowskiej. Po zaborach w powiecie lipowieckim Guberni Kijowskiej działało tylko 18 parafii katolickich z powodu udziału miejscowych Polaków w powstaniach w latach 1831 i 1863. Po powstaniu styczniowym carska policja zniszczyła także polską szkołę w miasteczku, jako „ognisko polskości, wrogie do cara”.
Kościoły, gdzie gromadzili się Polacy, znajdowały się także w Zozowie, Pryłuce i Wachówce. W samym Lipowcu do początku XIX w. funkcjonowała jedynie kaplica – przez brak funduszy na odbudowę spalonego drewnianego kościoła. Nowy kościół zaczął budować w 1803 r. hrabia Strytuński. Budowę zakończyła prawie 20 lat później, w 1822 r., wdowa po nim, z domu Zamojska. Pierwszym proboszczem nowej świątyni został syn króla szwedzkiego Karola Gustawa – baron Truchsess. W połowie XIX wieku parafia lipowiecka naliczała około 440 katolików, którzy mieszkali przeważnie na osiedlach „Zamczysko” i „Polska”.
Drugi kościół też był drewniany i po 30 latach od konsekrowania potrzebował remontu. Biskup diecezji łucko-żytomierskiej podjął decyzję o wybudowaniu nowego, murowanego kościoła w Lipowcu. Budowa trwała długie lata.
Podczas II wojny światowej świątynia została zniszczona, prawdopodobnie przez uciekające oddziały czerwonoarmistów i tylko fundament tego kościoła, znajdujący się obok szkoły nr 2 w Lipowcu, przypominał o historii miasteczka.
W 2001 roku komisja na czele z ówczesnym burmistrzem Marusyczem uchwaliła decyzję o wydaniu pozwolenia na budowę nowego kościoła, który wybudowano w ciągu jednego roku. Znajduje się przy centralnym placu miasta. Przy kościele ma stanąć krzyż upamiętniający walkę Polaków i Ukraińców z bolszewikami w 1920 roku.

## Demografia
W 1989 liczyło 9764 mieszkańców, a w 2013 – 8727 mieszkańców.

## Urodzeni w Lipowcu
- Józef Gałęzowski – polski pedagog i polityk.